# Оранџ Сити (Флорида)
Оранџ Сити (енгл. Orange City) град је у америчкој савезној држави Флорида. По попису становништва из 2010. у њему је живело 10.599 становника.

## Демографија
Према попису становништва из 2010. у граду је живело 10.599 становника, што је 3.995 (60,5%) становника више него 2000. године.
| Група             | 2000.         | 2010.         |
| Белци             | 5.919 (89,6%) | 7.852 (74,1%) |
| Афроамериканци    | 242 (3,7%)    | 688 (6,5%)    |
| Азијати           | 37 (0,6%)     | 157 (1,5%)    |
| Хиспаноамериканци | 339 (5,1%)    | 1.794 (16,9%) |
| Укупно            | 6.604         | 10.599        |